# Apiocera angusta
Apiocera angusta är en tvåvingeart som beskrevs av Paramonov 1953. Apiocera angusta ingår i släktet Apiocera och familjen Apioceridae. Inga underarter finns listade i Catalogue of Life.